# روضة أطفال

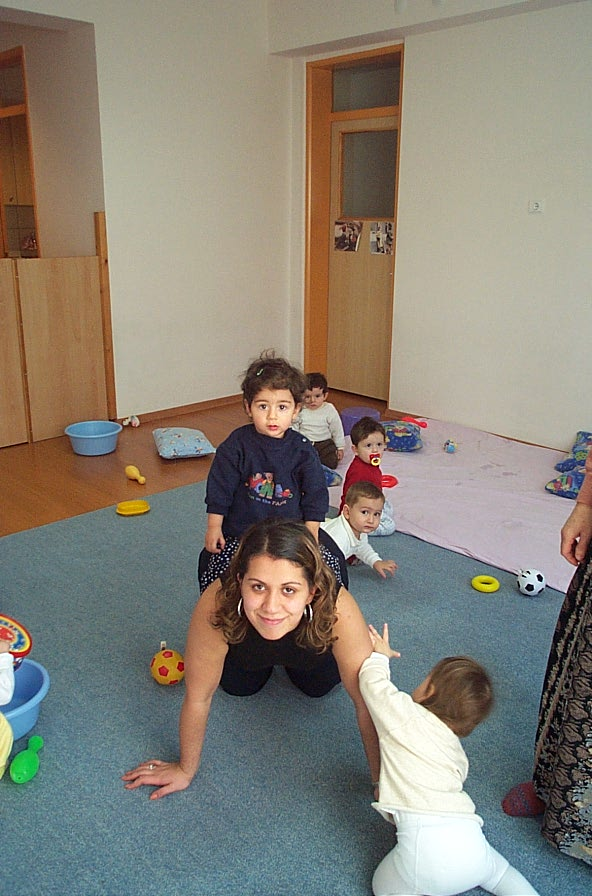
روضة أطفال

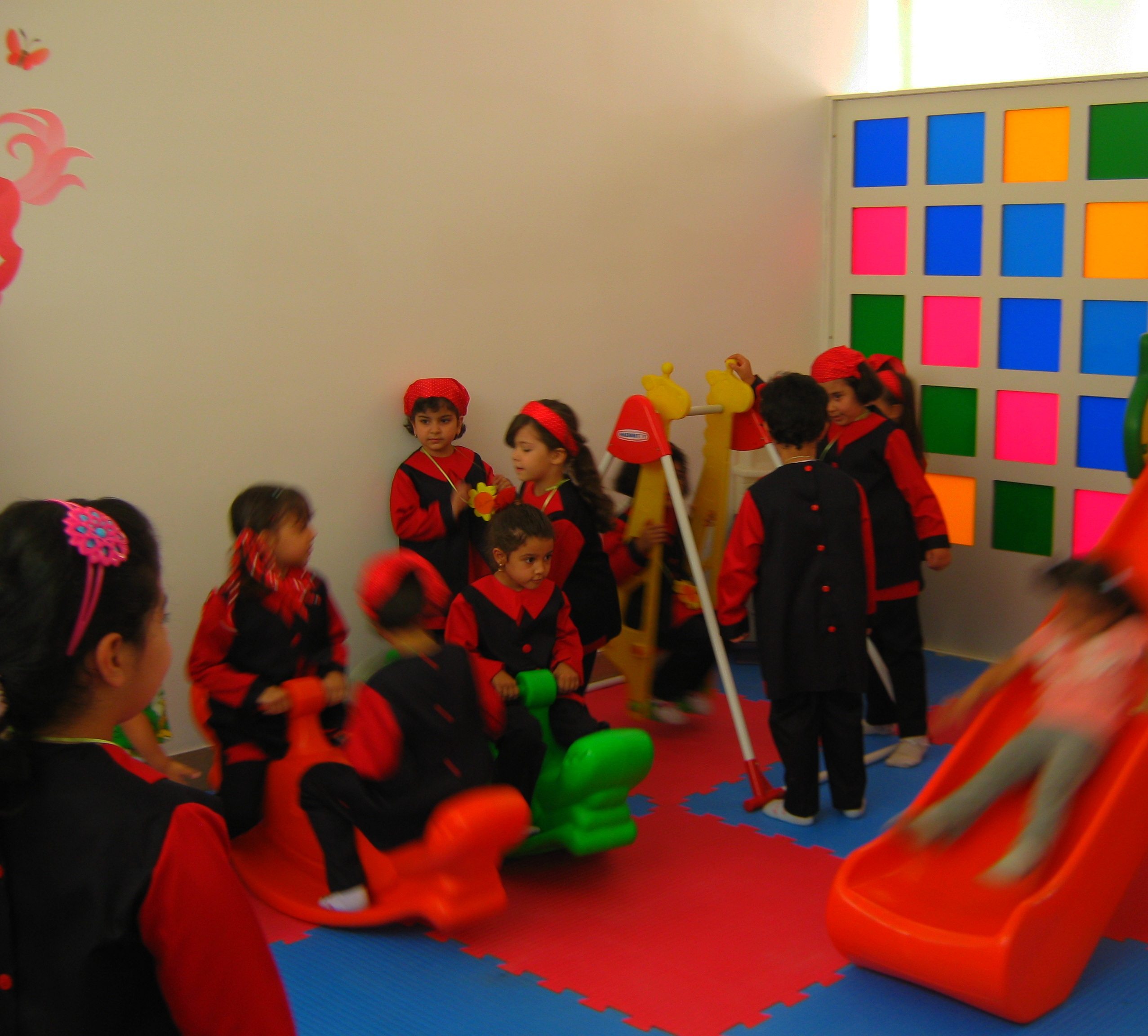
أطفال يلعبن في أول يوم من السنة التعليمية في إيران، نيسابور

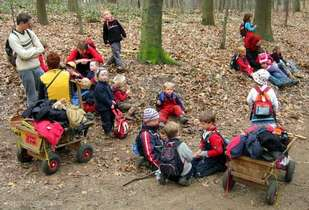
نموذج روضة الغابات منتشر في ألمانيا وحقق نجاحا كبيرا

الروضة أو رياض الأطفال أو الحضانة (بالألمانية: Kindergarten) مؤسسة تعليمية للأطفال قبل دخولهم المدرسة. وقد وُضع هذا المصطلح من قبل العالم الألماني فريدريك فروبل، حيث أطلقه على مؤسسة اللعب والنشاطات التي أنشأها في عام 1837 م في «بادبلانكنبيرج» كتجربة اجتماعية للأطفال لانتقالهم من المنزل للمدرسة. وقصد فروبل بذلك أنه يجب العناية بالأطفال وتغذيتهم في (حدائق الأطفال) مثل النباتات في الحديقة. يختلف عمر الالتحاق بالروضة باختلاف البلدان ففي أغلب الدول يطبق هذا النظام للأطفال ما دون سن السادسة وتحديدا بين عمر 3-5 سنوات. يرتكز هذا النظام على امرين، الأول تعريف الطفل بمجتمع أوسع من الذي تعود عليه وإكسابه مهارات الاختلاط والثاني هو تعليم الطفل من خلال اللعب.
استخدم مصطلح رياض الأطفال حول العالم لوصف أنواع عديدة مختلفة من المؤسسات التي طورت للأطفال الذين تتراوح أعمارهم بين عمر سنتين إلى سبع سنوات بحسب اهتمام الدولة. وقد أطلقت مسميات مختلفة حول العالم على العديد من الأنشطة التي طورها فروبل. فقد صار الغناء وزراعة النبات جزءاً لا يتجزأ من التعلم مدى الحياة. وأصبح اللعب والنشاطات والخبرات والتفاعل المجتمعي الآن أدوات مقبولة وأساسية لتطوير المهارات والمعرفة.
تعد رياض الأطفال في أغلب دول العالم جزءاً من نظام ما قبل المدرسة لتعليم الطفولة المبكرة.
في الولايات المتحدة وكندا الناطقة بالإنجليزية، وكذلك في أجزاء من أستراليا، مثل نيو ساوث ويلز وتسمانيا وإقليم العاصمة الأسترالية يقتصر استخدام كلمة الروضة في كثيرٍ من الأحيان على وصف السنة الأولى من التعليم في المدارس الابتدائية. ومن الإلزامي في بعض هذه البلدان، أن يرسل الوالدان أطفالهما إلى رياض الأطفال (عموما عند سن الخامسة في 1 سبتمبر من العام الدراسي الحالي).
تقدم الروضة في الولايات المتحدة وكذا في العديد من الدول على نطاق واسع سنة مجانية للأطفال من خمس إلى
ست سنوات من العمر، ولكن لا تجعلها إلزامية، في حين أن ولايات أخرى تطلب من كل طفل بلغ خمس سنوات من العمر التسجيل. تستخدم الحضانة أو أقل منها في أغلب الأحيان، مصطلح «ما قبل الروضة» (الحضانة سابقا) للإشارة إلى مدرسة الأطفال الذين لم يصلوا إلى السن الكافي لحضور رياض الأطفال. وأيضا في بعض مقاطعات المدارس الأميركية تزود الروضةُ الأطفالَ بنصف يوم أو يوم كامل حسب اختيار الوالدين.
في بريطانيا، الحضانة أو اللعب الجماعي هو اللفظ المعتاد للتعليم ما قبل المدرسة، ونادراً ما يستخدم لفظ رياض الأطفال، إلا في سياق نهج خاص في التعليم، مثل التعليم والدورف شتاينر، (الفلسفة التربوية التي أسسها رودولف شتاينر).
تأثيرات محتمله 00
سلبياتها: التطبع بصفات الأطفال الآخرين، الصفات السيئة التي لا نحبها بأبنائنا، كالعنف، التنمر، اللامبالاة، وعدم الإطاعة.. إيجاباها: تكسب الطفل المدلل فسحة لتكون شخصيته بعيداً عن عطف امه الزائد، وجعله يملك الخيارات بنفسه.

## الأهداف
يلتحق الأطفال بالروضة لكي يتعلموا التواصل واللعب والتفاعل المناسب مع الأخرين. وتوفر المعلمة الأدوات والنشاطات العديدة التي تحفز الأطفال على تعلم لغة القراءة ومفرداتها والرياضيات والعلوم بالإضافة للموسيقى والفنون والسلوكيات الاجتماعية. كما تساهم رياض الأطفال في مساعدة الأطفال الذين اعتادوا قضاء معظم أوقاتهم في المنزل على التكيف مع ابتعادهم عن والديهم دون شعور بالخوف والقلق. وقد تتيح لهم الفرصة الأولى للعب والتفاعل مع مجموعة متناسقة من الأطفال على نحو منتظم. وتسمح رياض الأطفال للآباء والأمهات وغيرهم من المربين بالعودة للعمل بدوام جزئي أو كامل.

## النشأة
في عصرٍ ما عندما كانت المدرسة مقتصرة على الأطفال الذين تعلموا القراءة والكتابة في المنزل، كانت هناك محاولات كثيرة لجعل المدرسة متاحة لأطفال النساء العاملات في المصانع. في اسكتلندا عام 1816، افتتح روبرت أوين، الفيلسوف والتربوي، مدرسة الحضانة في نيو أنارك. ثم افتتحت أخرى بواسطة ايلدرسبين صموئيل في لندن عام 1819. وفي مايو عام 1828، افتتحت الكونتيسة تيريزا ما أسمته بروضة الملائكة في مقر سكنها في مدينة بودا. وأصبح مفهوم رياض الأطفال إثرها منتشراً بين الطبقتين النبيلة والوسطى وتم نسخه فيما بعد إلى أرجاء المملكة المجرية.
ففي عام 1839، افتتح فريدريش فروبل معهداً للمسرح والأنشطة في قرية باد بلاكنبيرغ بإمارة شوارزبرغ - رودلستات، وبعد ثلاث سنوات، تم تحويل المعهد إلى روضة أطفال. ثم إن النساء اللواتي تدربن في معهد فريدريش هذا، نشرن وأقمن رياضاً للأطفال في جميع أنحاء أوروبا.
بالنسبة للولايات المتحدة، تم افتتاح أول روضة أطفال في ولاية ويسكونسن. وكان ذلك عام 1856، على يد تربوية ألمانية تدعى مارغريت ماير، والتي كانت شقيقتها افتتحت قبلها أول روضة أطفال في لندن.
في بعض النظم الدراسية، يطلق على روضة الأطفال «المرحلة صفر»، وهذا يدل على أن هنالك مزجٌ بين نظام الروضة ونظام المدرسة.
أما أول روضة أطفال تدرس الإنجليزية في أمريكا فقد تم افتتحها في بوسطن عام 1860 على يد مربية أمريكية جالت أوروبا من قبل. بعدها بعشر سنوات تم افتتاح روضة أطفال مجانية في كولج بوينت نيويورك عن طريق رجل أعمال ألماني يدعى كونراد بوبنهاوزن. أما أول روضة أطفال حكومية فقد أسستها سوزان بلو في سانت لويس عام 1873.
في عام 1886، تم في أمريكا تأسيس الكلية الوطنية للتعليم على يد إليزابيث هاريسون، التي عملت على إيجاد معايير لتطوير جودة طرائق التدريس عند المعلمين.
تأسست أول روضة للأطفال في الولايات المتحدة الأميركية في ووترتاون بولاية ويسكونسن، من قبل مارغريث مير شورز في عام 1856 وكانت تدار باللغة الألمانية. أما أختها فأسست أول روضة للأطفال في مدينة لندن بإنجلترا. في بعض الأنظمة تسمى رياض الأطفال بالصف رقم صفر، والتي تصنف أحياناً على أنها «خليط بين رياض الأطفال ونظام المدرسة».
في عام 1860 أسست اليزابيث بيبودي أول روضة للأطفال باللغة الإنجليزية في مدينة بوسطن الأمريكية، وذلك بعد زيارة مدينة ووترتاون والسفر إلى أوروبا. وتأسست أول روضة مجانية للأطفال في أمريكا في عام 1870 من قبل كونراد بوبنهوسن، وهو رجل ألماني صاحب مصنع وسَخِي وقد استقر في حي كولج بوينت، بنيويورك، حيث أسس معهد بوبنهوسن والذي لا يزال موجوداً حتى اليوم. وتأسست أول روضة يمولها القطاع العام في الولايات المتحدة في سانت لويس في عام 1873 من قبل سوزان بلو. كتبت اليزابيث هاريسون على نطاق واسع حول نظرية التعليم في مرحلة الطفولة المبكرة، وعملت على تحسين المعايير التعليمية لمعلمي رياض الأطفال وذلك من خلال تأسيس ما أصبح يعرف بالكلية الوطنية للتعليم في عام 1886.
منهج مونتيسوري، ستينر، ومؤخراً جداً منهج ريجيو إميليا هما جزء من التعاليم الغنية والناشئة والتي تركز على الطفل، والنشاط المعتمد على التعلم والذي تم تعزيزه في جميع أنحاء العالم من خلال حركة رياض الأطفال.

## أهمية رياض الأطفال في تنشئة طفل ما قبل المدرسة
تظهر أهمية رياض الأطفال في تنشئة طفل ما قبل المدرسة فيما تؤديه من أدوار تجاه هذا الطفل، وتذكر إحدى الدراسات في هذا المجال هذه الأهمية فيما يأتي:
أ. بداية تربوية سليمة: ويقصد بها أن الطفل عندما يلتحق برياض الأطفال فإن الروضة تحاول جاهدة تنشئته وفق أسس ومعايير تربوية سليمة، حيث تتولى الروضة الطفل في سنواته الأولى بالتنشئة والرعاية رعاية وفق نظريات وأسس التنشئة الحديثة.
ويؤكد فروبل على تلك التنشئة التربوية الصحيحة عندما بين ذلك في كتاباته عن طفل ما قبل المدرسة بقوله: إن تربية الصغار تصعب وتتعثر في المراحل المختلفة بسبب إهمال تربيتهم في سن ما قبل المدرسة وأنه من الجوهري لكي يسير نموهم سيراً سليماً وتصبح تربيتهم تربية صحيحة أن نبدأ البداية الصحيحة برعايتهم واعدادهم إعداداً صحيحاً منذ نعومة أظفارهم، فالطفولة مهمة في حياة الصغار، فإذا أهمل تربية الأطفال في هذه المرحلة المتقدمة في حياتهم ثم أردنا إعادة تربية هؤلاء تربية صحيحة بعد أن غلب عليهم التربية الخاطئة فإنها تصعب وتتعثر.
ففي هذه المرحلة يكتسب الإنسان بفضل التربية كل ما يكون شخصيته، مع استمرار ما يكتسبه الطفل في هذه المرحلة معه في مستقبله حيث يقول الإمام الغزالي في معرض حديثه عن تربية الطفل: أنه «قابل لكل ما نقش عليه، ومائل إلى كل ما يمال إليه، فإن عُود الخير وعُلمه نشأ عليه وسعد.. وأن عُود الشر وأهمل شقي وهلك» والمتأمل في مقولة الإمام الغزالي يجد أن عملية التربية مكتسبة يكتسبها الطفل من البيئة التي تهيئ له، فإن كانت حسنة فإنها تجعل الطفل ينشأ نشأة صحيحة، وان كانت سيئة أدت به إلى أن يكون مواطناً غير صالح في المجتمع. لذا كانت مرحلة الطفولة من أهم المراحل التي يجب العناية بها في حياة أبنائنا. ومن هنا تظهر أهمية الدور التربوي لرياض الأطفال في التنشئة الصحيحة لطفل ما قبل المدرسة.
د. بيئة تعويضية للبيئة الأسرية: تلعب البيئة دوراً مهما في تكوين شخصية الطفل فإذا توفرت البيئة الخاصة بالطفل بما يستثير الانتباه ويغذي حب الاستطلاع ويدفع إلى النشاط فإن الطفل يسير قدماً في اكتساب المهارات والمعلومات، ويتقدم نحو النضج بقوة وبطريقة سهلة. وقد تحتاج هذه التنشئة إلى وسائل عديدة ربما لا تتوافر في كثير من الأسر، لذا تظهر أهمية رياض الأطفال فيما تقوم به من توفير تلك البيئة التربوية مثل الألعاب القائمة على الفك والتركيب والوسائل الأخرى مثل الأفنية التي تقام فيها نشاطات الطفل والأركان التعليمية وكذلك أركان النشاط وكلها وسائل تعمل على تنمية قدرات الطفل.
ج. تنمية متكاملة للذات الإنسانية: تلعب رياض الأطفال دوراً مهما في تنمية جوانب الذات الإنسانية للناشئين الأطفال، حيث إن مكونات الذات الإنسانية أربعة عناصر: روح، بدن، نفس، عقل، فما تقدمه الروضة من برامج للأطفال الملتحقين بها فإنها تشمل تربية جسمية وعقلية وروحية ونفسية مما يحقق التكامل بين هذه العناصر.
د. تهيئة الأطفال لتقبل المدرسة: ويقصد به أن الروضة عندما تستقبل الطفل في عمر ما قبل السادسة فإنها تهيئوه بما تقدمه من برامج إلى تقبل انتظامه في المدرسة الابتدائية. حيث يذهب الطفل إلى المدرسة الابتدائية في سن الإلزام بعد أن أمضى ثلاث سنوات يكون قد ألف ما تعود عليه من معلمة ومديرة وعاملات وكذلك أقرانه في قاعات الروضة وكلها أمور تنظيمية يتعود عليها الطفل ويألفها عند التحاقه بالمدرسة في سن السادسة من عمره فلا يصاب بما يسمى صدمة المدرسة الابتدائية 

## دور رياض الأطفال في النمو الاجتماعي
يتفق معظم الباحثين على أن الروضة تؤدي وظيفة اجتماعية نحو الأطفال، وأن الملتحق بها اقدر من غيره من الأطفال على الاختلاط بالآخرين وإقامة علاقات معهم واقدر على تكوين عادات اجتماعية، كما تعمل الروضة على تثبيت عادات مرغوب فيها من حيث التعامل واحترام عادات اجتماعية، كما تعمل الروضة على تثبيت عادات مرغوب فيها من حيث التعامل واحترام حقوق الآخرين وغير ذلك من عادات عن طريق الممارسة العملية، وليس عن طريق التلقين أو القراءة في الكتابة، فممارسة نفسها هي طريق لخلق أي اتجاه أو تكوين أية عادة، وهي الوسيلة المثلى للتعرف على الطفل وكذا مواهبه وميوله، هذا ويؤكد فروبل " أن الروضة تساعد الطفل على التوافق مع البيئة، فهي تهيئ للأطفال فرص القيام بالنشاطات التي تتوافق مع مرحلة نموهم وتتناول شخصياتهم من جميع جوانبها النفسية والاجتماعية والجسدية والعقلية كما أنها تجعل بينهم وبين المجتمع ألفة.
بالإضافة إلى ذلك ان الروضة تساعد الطفل على التكيف والاندماج مع الآخرين، ويكتسب ثقافة مجتمعة ويكتشف أن هناك ثقافات الأخرى ويتقبلها كما هي، ومن هنا المنطلق فإن الرياض الأطفال، وحسب اختيارها طرق التعليم المناسبة والوسائل التربوية الملائمة وأساليب التقويم قادرة على قياس التغيرات السلوكية التي تحدث عند الطفل نتيجة تواجده في محيط تعليمي، حيث أن الكثير من المشكلات التي تعترض الطفل في المدرسة التي قد تعرقل توافقه الاجتماعي تعود إلى هذه المرحلة المتميزة. فالروضة تستطيع أن تزيل هذه العوامل والمشكلات نذكر مثال: الخوف، القلق، الانعزال، السلوك العدواني، الفردية، الميل إلى الوحدة.... إلخ.
فالروضة تنمي في الطفل نزوعه إلى الاستقلالية في القبول والرفض، وتشعره بأنه شخص قادر على آن يقرر ما يتعلق به لنفسه مع تعويده انه لا يستطيع أن يفعل كل ما يريده، وأن هناك آدابا عامة وقواعد سلوكية يلزم الكبار بها مع تجنب إحراجه أو إشعاره بالخجل، كما تعمل الروضة على توفير المواد المناسبة التي يتمكن بواسطتها الطفل من استكشاف بيئته ومحيطة، وذلك بأن تنمي فيه الرغبة في العمل والعيش مع الآخرين في ظل الاحترام خصوصياته ووخصوصياتهم، بإضافة إلى ذلك فإن الروضة تؤهل الطفل إلى أن يكون الطفل عنصرا فعالا في جماعته، ثم في مجتمعه حاملا لأخلاق حميدة وصفات حسنة، بحيث انه يتعلم سلوكيات مقبولة مثل احترام الكبار والتعاون مع الزملاء، ويتجنب السلوكيات غير مرغوب فيها.
وتجعل تجربة العيش مع الآخرين الطفل يشارك في نشاطات غيرة من الأطفال، إذ يتعلم أن يكون له دور في كل نشاط وللآخرين لهم دور آخر فيتقبل فكرة التعاون والمشاركة ويبتعد عن الأنانية والفردية، كما تسعى رياض الأطفال إلى تشجيع الطفل على الاستقلالية والاعتماد على الذات في بعض الأمور الحياتية والانتماء إلى جماعات الأطفال وتحضيرية للمدرسة.
فالرياض الأطفال تعلم الطفل معنى الانضباط في أموره سواء كان ذلك يتعلق بالأكل والنوم أو عند قيامه بالنشاطات الجماعية التي كثيراً ما تكون انسب فرصة للطفل للاحتكاك بالأطفال الأخرين واستمتاعه باللعب، وتؤدي كل هذه الأمور إلى الإقلال من مظاهر السلوك العدواني غير المرغوب فيه مثل المشاجرة أو اعتداء أو انتزاع الأشياء من الغير، كما تحث الروضة على المنافسة الصحيحة التي تعتبر مظهرا من مظاهر التفاعل الاجتماعي السوي الذي بدوره يحفز الطفل على الحصول على أفضل وضع داخل جماعة الرفاق.
و قد أشارت بعض الدراسات أن حتم التطور الاجتماعي اليوم هو انبثاق ما يسمى (بالأسرة النووية) التي تتكون من الزوج والزوجة والأبناء مما ضيق فرص الاحتكاك الاجتماعي مع الكبار من الأقارب والأصدقاء، وهذا يؤثر في نمو الطفل الاجتماعي الذي يمكن أن تتوفر إذا وجد الطفل في مؤسسة فيها كبار وصغار غير الذين تعودهم في البيت.
وأن وجود الطفل في مؤسسة خاصة بتنشئته وتربيته أمرا أصبح ضروريا يوم، فهي بيئة أعدت خصيصا ليعيش فيها بعد أن اعتاد حياة معينة وسط أفراد أسرته وهو مقبل بعد سنوات قليلة على التعليم الابتدائي، وفيه من النظم ومحددات الحرية ما لم يتعوده بين أفراد أسرته، ومنه فرياض الأطفال لها مناخ الاجتماعي ووجداني وعقلي يجمع إلى حد ما بين مميزات أعدها الطفل في الأسرة وبين صفات في المدرسة الابتدائية، وهي المرحلة يعبرها الطفل في لذة وشوق بين الأسرة والمجتمع، المدرسة الابتدائية.

## دور رياض الأطفال في تنمية النمو اللغوي للطفل
تعد دور الحضانة ورياض الأطفال  من أهم المؤسسات المساعدة في تنمية لغة الطفل بعد الأسرة حيث تستقبل الأطفال عادة من سنتين إلى ست سنوات بالنسبة لمدارس الحضانة، ومن سنتين إلى خمس سنوات بالنسبة لرياض الأطفال.
وعندما ينتقل الطفل إلى روضة الأطفال عادة في الثالثة لا يكون قد تحرر من الاعتماد على الكبار والشعور بضرورة وجو دهم لتوفير الأمن والطمأنينة له، والفكرة التي تقوم عليها رياض الأطفال هي "مساعدة الطفل على أن يعبر عن نفسه، وبذلك يحدث النمو، وللوصول إلى ذلك يجب أن نبدأ بميول الطفل الطبيعية ونزعاته إلى العمل حيث تقوم الدراسة فيها على الحركة والغناء واللغة، وذلك في جو من الارتياح، بل إن الهدف ليس تحصيل المعارف، وإنما النمو الذي تكون فيه المعرفة واسطة لغاية، ولذلك ارتكز برنامج هذه الرياض على شيئين هما اللعب والعمل اليدوي، وقد اهتم باللعب لأنه أهم مظاهر النشاط العضوي عند الطفل كما أنه تعبير خارجي عن حياته الداخلية وأنه خير أساس طبيعي نبني عليه عادات العمل والعاطفة والفكرة الذي يوافق عليه العربي.
وحتى يشارك غيره في اللعب ويندمج معهم ينبغي على المربيات أن تسهم في ذلك بدورهن الفعال، إذ تمارس مع الأطفال أول الدروس العلمية في التعاون والعمل المشترك، وتوجيههم في ألعام، وتصحيح أخطائهم ولاسيما في النطق بكلمات مكسرة، وهذا يجري عبر برنامج مسطر تتميز به رياض الأطفال على مدارس الحضانة. وأول الحصص التي تقدم للأطفال تتمثل في الألعاب سواء كانت فردية أو جماعية مع إجراء المحادثة والحوار على الصور لتسهيل عليه اكتساب مهار ات جديدة تؤهله للتوصل مع زملائه. كذلك يجب إثراء بيئة الطفل بالصور والأشكال والألوان المختلفة، مع مصاحبة هذه المثيرات بأنواع مختلفة مع الحكايات التي تدور حول هذه الصور والرسوم، مما يساعد الطفل على توسيع الأفق وإكساب خبرات مباشرة تساهم في حصيلته لغوية، وكذلك لا يخفى علينا مدى أهمية إثراء البيئة الأسرية بوسائل معينة مثل التلفزيون والراديو والانترنيت في إثراء الحصيلة اللغوية ونظرا لهذه الأدوار التي تقدمها الأسرة وخاصة الآباء للأبناء في مراحل نموهم اللغوي خاصة، تبرز أهمية هذه الأسر ومكانتها البارزة في الحياة الاجتماعية فهي البيئة الأساسية الصالحة لتنشئة الطفل وهي وسيلة مهمة في نقل وحفظ التراث عبر الأجيال بما في ذلك اللغة المتواجدة لديهم، وتكون بذلك هذه الأسرة المدرسة الأولى التي يتلقى فيها الأبناء والأفراد المبادئ الأولى للسلوك وهي بحكم الواقع، حيث يجعل نشاط الطفل اللغوي في حالة تحتل مركز الصدارة في تربية ورعاية الطفل لغويا انطلاق، حيث تدور اللغة داخل الأسرة حول أحداث الحياة اليومية والمواقف والأحداث الخاصة، ببيئة الأسرة وبعد هذا كله ألا يحق لنا القول بأن للأسرة دوراً بارزا في رعاية النمو اللغوي ودوراً رياديا للطفل.

## في العالم

### أمريكا
في الولايات المتحدة، رياض الأطفال غالباً ما تكون جزءاً من نظام التعليم العام. وهي سنة دراسية واحدة. الأطفال في العادة يذهبون إلى رياض الأطفال في عمر 5 إلى 6 سنوات. رياض الأطفال تعتبر السنة الأولى من التعليم الرسمي، حتى في حالة ذهاب الطفل إلى مرحلة ما قبل الدراسة (المعروفة سابقاً بالحضانة). كان ينظر إلى رياض الأطفال على أنها جزء منفصل من التعليم الابتدائي، ولكنها الآن تعتبر جزءاً أساسياً من النظام المدرسي والحضور فيها إلزامياً، باستثناء أنها في أماكن كثيرة تكون لنصف يوم فقط. وفقاً للولاية، قد يكون الأطفال ملزمين بحضور سنة رياض الأطفال لأن قانون التعليم الإلزامي في كثير من الولايات يبدأ في عمر 5 سنوات. في الولايات الأخرى التعليم الإلزامي يبدأ في عمر 6 أو 7 سنوات، ومع ذلك فإن هذه الولايات تقدم برامجاً مجانية لرياض الأطفال. في الممارسة العملية، 43 ولاية تطالب مدارسهم بتوفير سنة لرياض الأطفال.
هناك الكثير من التعليم الإيجابي والفوائد الاجتماعية والسلوكية للأطفال في برامج رياض الأطفال. وفي الوقت نفسه، يرى كثيرون أن ما يقوم به الأطفال خلال اليوم في رياض الأطفال يكون أكثر أهمية مما يقومون به خلال اليوم الدراسي.
«تعليم النطاق/ العالي» هو أسلوب تعليمي مستخدم في الكثير من رياض الأطفال في الولايات المتحدة. هذا الأسلوب هو أسلوب تفاعلي ويتطلب الكثير من التعامل من الأطفال والأستاذ. ويوظف مبدأ (التخطيط والتنفيذ والمراجعة) والذي يساعد الأطفال على تحمل المسؤولية في تعليمهم. في البداية، «يخطط» الأطفال لأنشطتهم. يقوم المعلم بتزويد الأطفال بعدة خيارات للأنشطة التي يريدون تنفيذها بحيث تكون ملائمة لأعمارهم وتساعد في تعليمهم، سواءً كانت خلال حل المشاكل، القراءة، اللغة، الرياضيات، المناورة. إلخ.
مرحلة التخطيط تبدأ غالباً عند دخول الأطفال إلى الفصل الدراسي. بعد ذلك تبدأ مرحلة «التنفيذ». بعض هذه الأنشطة قد تتضمن أشياء مثل طاولة الماء، بناء بالطوب، منطقة رقص إبداعية، منطقة تغيير ملابس، منطقة قراءة وطاولة للرسم. أغلب وقت الأطفال سيكون في مرحلة «التنفيذ». أخر مرحلة من هذا الأسلوب هي مرحلة المراجعة. وهذه المرحلة يبدأ فيها الأطفال والمعلم مراجعة ما قاموا به خلال ذلك اليوم. قد يتم عمل ذلك في مجموعة كبيرة، خصوصاً إذا كان هناك موضوع لليوم وتم استخدامه في كافة الأنشطة، ويمكن المراجعة بشكل فردي. يناقش الأطفال ماذا فعلوا وعن إعجابهم به وماذا تعلموا منه. هذا الأسلوب التعليمي «النطاق/ العالي» تنمو شعبيته ويزداد قبوله كثيرًا لأنه يتيح للأطفال أن يكونوا مسؤولين عن تعليمهم بأنفسهم.
قانون التعليم الإلزامي تم تبنيه قبل الانتشار الواسع لرياض الأطفال والحضانات. في بعض الولايات، ليس إلزاميا على الأطفال الذهاب إلى روضة الأطفال. العمر الإلزامي للالتحاق بالتعليم يختلف وفقاً للولاية وهو ما بين 5 و8 سنوات. عمومًا، في كل الولايات، يستطيع الطفل الذهاب إلى روضة الأطفال عند بلوغه 5 سنوات وفقاً للتواريخ المحددة من قبل الولاية، غالباً خلال الصيف أو الخريف. إذا كان عمر الطفل أكثر من 5 سنوات في ولاية ليس إلزامياً فيها الذهاب إلى روضة الأطفال، فسيتم إلحاقه بالصف الأول من التعليم الإلزامي، حتى لو لم يذهب إلى روضة الأطفال.

### تشيلي
تسمى مرحلة رياض الأطفال في تشيلي بمرحلة الحضانة والتعليم (Educación parvularia) أو مرحلة التعليم قبل المدرسي (Educación Preescolar)، وتشكل المرحلة الأولى من النظام التعليمي التشيلي. وتوفر رياض الأطفال الخدمات التي تلبي حاجات الأطفال بشكل متكامل منذ الولادة وحتى دخول مرحلة التعليم الأساسي (Educación Básica) من غير أن تكون إلزامية بحد ذاتها.
و عمومًا فإن المدارس التي تشمل مرحلة الروضة بالإضافة إلى المجلس الوطني لمدارس رياض الأطفال (JUNJI اختصارًا) وغير ذلك من المؤسسات الخاصة تعتمد النظام التالي لتقسيم مرحلة الروضة إلى مراحل فرعية:
•	الحضانة الدنيا: تستقبل الأطفال ابتداءً من عمر 85 يومًا وحتى سنة واحدة من العمر.
•	الحضانة العليا: يدخلها الأطفال بين السنة الأولى والثانية من العمر.
•	المرحلة الوسطية الدنيا: تستهدف الأطفال بين أعمار الثانية والثالثة.
•	المرحلة الوسطية العليا: تفتح أبوابها للأطفال الذين تتراوح أعمارهم بين 3 و 4 سنوات.
•	المرحلة الانتقالية الأولى: وتسمى عادة "Pre-Kinder"، تستقبل الأطفال بين أعمار الرابعة والخامسة.
•	المرحلة الانتقالية الثانية: وعادة ما تسمى "Kinder"، طلابها تتراوح أعمارهم بين السنتين الخامسة والسادسة من العمر. تشكل هذه المرحلة آخر فصل من فصول هذا النوع من التعليم (ما قبل المدرسي)، حيث ينتقل الأطفال بعدها إلى الصف الأول من التعليم الأساسي (Primero Básico).

### كندا
في مقاطعة أونتاريو (Ontario)، هنالك مستويان للروضة هما الروضة الدنيا (Junior Kindergarten (JK اختصارًا)) والروضة العليا (Senior Kindergarten (SK اختصارًا)). تسمى هاتان المرحلتان عادةً بـ«السنوات الأولى» (Early Years)، وهما غير إلزاميتين، حيث يبدأ التعليم الإلزامي بالصف الأول. تبدأ مرحلة الروضة الدنيا للأطفال في السنة الميلادية التي يكملون فيها الرابعة من العمر. والدوام في مرحلتي الروضة إما أن يكون كل يومين أو يمتد يوميًّا على مدى نصف يوم، وكذلك يتم حاليّا اعتماد روضات بدوام كامل من الإثنين إلى الجمعة.
في مقاطعة كيبيك (Quebec)، تسمى الروضة الدنيا بـ" prématernelle"، ويرتادها الأطفال عند عمر الرابعة اختياريّا. أما الروضة العليا فتسمى " maternelle"، وهي إلزامية عند عمر الخامسة. وتوجد صفوف الروضة العليا مدمجة في مدارس التعليم الأساسي. وفي نظام التعليم الفرنسي ضمن مقاطعة أونتاريو، تسمى مرحلتا الروضة (الدنيا والعليا) بـ" maternelle"، ويطلق في بعض الأحيان اسم " jardin d'enfants" على الروضة العليا وهو اسم مأخوذ عن الكلمة الألمانية "Kindergarten".
في غرب كندا وفي مقاطعة نيوفاوندلاند ولابرادور (Newfoundland and Labrador)، تتألف مرحلة الروضة من سنة واحدة فقط يدخل الأطفال بعدها الصف الأول.
و في مقاطعة نوفا سكوشا (Nova Scotia)، يطلق على مرحلة الروضة اسم المرحلة الأساسية (Primary).

### كوريا الجنوبية
عادة ما يرتاد الصغار في كوريا الجنوبية رياض الأطفال بين سن الثالثة أو الرابعة وبين السادسة أو السابعة وفقا لنظام العمر الغربي (ذلك أن أعمار الأطفال الكوريين يتم احتسابها بطريقة مختلفة عنها في الغرب: عندما يولد الطفل الكوري، يكون عمره سنة واحدة وليس يوما واحدًا. كما أنه مع مطلع يناير من كل سنة، يزداد عمر الجميع سنة كاملة بغض النظر عن تواريخ ميلادهم الحقيقية. ولذلك تتراوح أعمار أطفال الحضانة في كوريا بين الخامسة والسابعة). تبدأ السنة الدراسية في شهر مارس. وبعد الروضة، يلتحق الأطفال بالمدرسة الابتدائية. عادة ما توجد 3 مراحل في الروضة، وتسمى في الكورية يو تشي وون (بالكورية 유치원).
رياض الأطفال في كوريا عبارة عن مدارس خاصة، وتتفاوت تكاليف الدراسة الشهرية من مدرسة لأخرى، ولكن يُرسل جميع الآباء من الطبقة المتوسطة تقريبًا أولادهم إلى رياض الأطفال. وعادة ما يُرسل الآباء الكوريون أولادهم إلى رياض أطفال ناطقة بالإنجليزية لمنحهم بداية أولية جيدة في اللغة الإنجليزية. وهذه الروضات المتخصصة إما أن تُدرِّسَ بالكورية بشكلٍ أساسٍ إلى جانب بعض الدروس بالإنجليزية، أو تُدرِّسَ بالإنجليزية أساسًا إلى جانب بعض الدروس بالكورية، أو تعتمِدَ اللغة الإنجليزية بالكامل في التدريس.
تسعى برامج تدريس رياض الأطفال في كوريا الجنوبية إلى دمج التعليم الأكاديمي جنبًا إلى جنب مع الأنشطة الترفيهية والألعاب. يتعلم الصغار في رياض الأطفال القراءة والكتابة (غالبا بالإنجليزية وكذلك بالكورية) ويتعلمون العمليات الرياضية البسيطة. يتم التدريس في هذه الفصول في ترتيب تقليدي حيث يُركز الأطفال على ما يقدمه المعلم خلال درس واحد أو نشاط واحد فقط في كل مرة. ويهدف وجود المعلم إلى معالجة نقاط الضعف لدى كل طفل سواء في جانب المعرفة أو المهارات.
ولقد أصبحت رياض الأطفال أكاديمية بشكل أكبر هذه الأيام لأن النظام التعليمي في كوريا تنافسي جداً، حيث يُدفع الأطفال لتعلم القراءة والكتابة في سن مبكرة للغاية. كما أنهم يعتادون تلقي كميات منتظمة وكبيرة من الواجبات المنزلية. وقد يحضر هؤلاء الصغار أيضًا دروسًا متخصصة في المساء، حيث يدرسون الفنون أو العزف على البيانو والكمان، أو التايكوندو أو رقص الباليه أو كرة القدم أو الرياضيات.
يختلف الأمر في كوريا الشمالية حيث يلتحق الصغار برياض الأطفال بين سن الرابعة والخامسة. وتنقسم رياض الأطفال إلى قسمين أحدهما للطبقة العليا (أعضاء الحزب الحاكم) والثاني لعامة الشعب (العمال) حيث إن الدراسة ذات مستوى تعليمي عالٍ في رياض الطبقة العليا، بينما تفتقر رياض عامة الشعب إلى التعليم الجيد.

### المملكة المتحدة
نادرًا ما يستخدم مصطلح رياض الأطفال (Kindergartens) لوصف مرحلة التعليم قبل المدرسي في بريطانيا؛ فغالبًا ما تسمى مؤسسات تلك المرحلة بمدارس الحضانة (Nursery Schools) أو مجموعات اللعب (Playgroups). أما مصطلح روضة الأطفال فيستخدم للمنظمات الأكثر تخصصًا مثل رياض أطفال الغابات، كما يستخدم أحيانًا كاسم للحضانات الخاصة التي تقدم خدمة رعاية الأطفال طوال اليوم للآباء العاملين.
و الأطفال في المملكة المتحدة مُخَيَّرون فيما يتعلق بالحضور إلى دار الحضانة، وذلك ابتداءً من ثلاث أو أربع سنوات، قبل البدء بالتعليم الإلزامي. وقبل هذه المرحلة، يتم توفير نوع من التعليم الأقل تنظيمًا عن طريق القطاع الخاص. تختلف هذه التفاصيل إلى حد ما بين اسكتلندا (Scotland) وإنجلترا (England) وويلز (Wales) وإيرلندا الشمالية (North Ireland).
توجد بعض دور الحضانة مرتبطة بمدارس الأطفال أو المدارس الابتدائية الحكومية، في حين أنه يتم توفير العديد منها من خلال القطاع الخاص. وتوفر الحكومةُ المواردَ الماليةَ التي تكفي لتأمين خَمْس حصصٍ أسبوعيًا مُدة كلّ منها ساعتان ونصف للأطفال من عمر الثالثة وحتى ابتداء التعليم الإلزامي، وتكون هذه الحصص إما في دور الحضانة الحكومية أو الخاصة. كما يمكن للآباء العاملين إنفاق 55 باوندًا في الأسبوع مَعفِـيّـة من ضرائب الدخل ثمنـًا لحصص يوم أو اثنين أسبوعيًا.
تحدد الحكومة الاسكتلندية متطلبات دور الحضانة في ما يعرف بـ«هيكلة السنوات المبكرة» (Early Years Framework) وما يعرف بـ«منهاج التميز» (Curriculum for Excellence). وتطبق كل مدرسة هذه المتطلبات بطريقة أكثر أو أقل استقلالًا بناءً على هيكلتها الإدارية، ولكنها في النهاية عليها أن ترضي «لجنة الرعاية» (Care Commission) حتى تستطيع الإبقاء على ترخيص عملها. وتسعى المناهج إلى تهيئة الطلاب بحيث يصبحون متعلمين ناجحين، وأفرادًا متمتعين بالثقة ومواطنين مسؤولين ومساهمين فاعلين في المجتمع.
تشكل الحضانة جزءًا من المرحلة التأسيسية (Foundation Stage) للتعليم. وفي عام 1980 اعتمدت كل من إنجلترا وويلز رسميًا نظام أيرلندا الشمالية الذي يبدأ فيه الأطفال دراستهم إما في الفصل الدراسي أو السنة التي يكملون فيها عامهم الخامس، وذلك بناءً على سياسة هيأة التعليم المحلية. وفي اسكتلندا، يصبح التعليم إلزاميًا للأطفال الذين تتراوح أعمارهم بين أربع سنوات ونصف وخمس سنوات ونصف اعتمادًا على تاريخ ولادتهم (حيث تبدأ الدراسة في شهر أغسطس للأطفال الذين أكملوا الرابعة في نهاية شهر فبراير السابق). وتعرف السنة الأولى من التعليم الإلزامي بـ«مرحلة الاستقبال» (Reception) في إنجلترا، وكذلك في ويلز (حيث تسمى بـ"Dosbarth Derbyn" باللغة الويلزية)، وتعرف بـ«المرحلة الأساسية الأولى» (Primary One) في اسكتلندا وإيرلندا الشمالية.

### الهند
في الهند، مرحلة التعليم قبل المدرسي مقسمة إلى ثلاث مراحل هي مرحلة مجموعة اللعب (Playgroup) ومرحلة الروضة الدنيا (Junior Kindergarten (Jr. KG) أو Lower Kindergarten (LKG)) ومرحلة الروضة العليا (Senior Kindergarten (Sr. KG) أو Upper Kindergarten (UKG)). تتكون مجموعات اللعب عادة من الأطفال ذوي الأعمار بين السنة والنصف والسنتين والنصف، أما الروضة الدنيا تستقبل الأطفال الذين تتراوح أعمارهم بين ثلاث سنوات ونصف وأربع سنوات ونصف، بينما يدرس في الروضة العليا الأطفال بين الأربع سنوات والنصف والخمس سنوات والنصف من العمر.
الروضة هي المكان الذي يتعلم فيه الأطفال عن طريق اللعب ومواكبة الأطفال الآخرين والمدرسين، وهي أيضًا مكانٌ يتعلم فيه الكبار بمراقبة الأطفال ومشاركتهم، وبذلك فإنها يمكن أن تعتبر بمثابة مختبر لدراسة العلاقات الإنسانية. وتتأثر قيمة الروضة كمختبر للعلاقات الإنسانية بالفرص التي قد يحصل عليها الأطفال في الروضة للعب ولتكوين العلاقات مع الآخرين.
الأهداف الرئيسة لمدارس رياض الأطفال هي:
•	تطوير البنية الجسدية المعتدلة والتنسيق الملائم للعضلات والمهارات الحركية الأساسية للطفل.
•	تطوير العادات الصحية السليمة وبناء المهارات الأساسية اللازمة للقيام بالأمور الشخصية مثل تغيير الملابس والذهاب إلى المرحاض وعادات الأكل.
•	تطوير النضج العاطفي من خلال توجيه الطفل للتعبير عن المشاعر والعواطف وفهمها وقبولها والسيطرة عليها.
•	تطوير المواقف والعادات الاجتماعية المرغوب فيها وتشجيع المشاركة الصحية في المجموعات.
•	تحفيز التقدير الجَمالي (الفن والموسيقى والجَمال وغيرها).
•	تحفيز الفضول الفكري للطفل والمتعلق ببيئته المباشرة.
•	تشجيع استقلال الطفل وإبداعه وذلك من خلال توفير الفرص الكافية له.
يمكن أيضًا أن يلتحق الأطفال الأصغر سنًّا عند عمر السنتين بحضانة خاصة تكون ملحقة بالروضة. أما بعد الانتهاء من الروضة العليا، فيدخل الأطفال الصف الأول (Class 1 أو Standard 1) من صفوف التعليم الأساسي.
في معظم الحالات، تُدَارُ الروضة كمدرسة خاصة. وتوجد الروضات في معظم الأحيان كجزء من المدارس الاعتيادية، إلا أنها قد تكون مستقلة في بعضٍ آخرَ وتكون عادةً جزءًا من منظومة كبيرة.

### هنغاريا
تسمى روضة الأطفال في هنغاريا بـ«أوفودا» (óvoda) (بمعنى مكان الرعاية). ويرتاد الأطفال الروضة بين أعمار الثالثة والسادسة أو السابعة، حيث إن السنة التي يدخل فيها الأطفال المدرسة هي السنة التي يكملون فيها عامهم السابع. ويعتبر ارتياد الروضة إجباريُّا عند عمر خمس سنوات. توفر العديد من الروضات بعض المواضيع التعليمية (مثل اللغات الأجنبية والموسيقى وغيرها)، إلا أن الأطفال يقضون معظم أوقاتهم في اللعب. هذا ويتطلب التدريس في رياض الأطفال الحصول على تعليم جامعي. وتوجد روضات خاصة في هنغاريا، إلا أن معظمها مُمَوَّلٌ من المدن التي توجد فيها.

### هونغ كونغ
يدل مصطلح خدمات المرحلة ما قبل الابتدائية في هونغ كونغ على الخدمات التي توفر التعليم والرعاية للأطفال من
خلال رياض الأطفال ومراكز رعاية الطفل. فــرياض الأطفال (Kindergartens) - والتي تكون مسجلة لدى مكتب التعليم - تقوم بتوفير الخدمات للأطفال ذوي الأعمار التي بين ثلاث وست سنوات. بينما مراكز رعاية الطفل (Child Care Centers) - من ناحية أخرى - تكون مسجلة لدى وزارة الرعاية الاجتماعية، وتشمل دور الحضانة (Nurseries) التي تتولى رعاية الأطفال بين أعمار الثانية والثالثة، وكذلك الحضانات (Crèches) التي تقوم برعاية الأطفال الرضع من الولادة حتى سن الثانية.
توفر معظم رياض الأطفال خدماتها حاليّا على مدى نصف يوم حيث توفر صفوفًا للروضتين الدنيا والعليا بالإضافة إلى صفوف للحضانة، علمًا بأن بعض الروضات تعمل على مدى اليوم كاملاً. كذلك الحال بالنسبة لمراكز رعاية الأطفال التي توفر خدماتها على مدى نصف اليوم أو كامله، مع العلم بأن معظمها تعمل على مدار اليوم كاملاً.
يهدف التعليم ما قبل الابتدائي في هونغ كونغ إلى توفير بيئة تعليمية مريحة وممتعة للطفل لتعزيز التنمية المتوازنة لمختلف الجوانب اللازمة لنمو الطفل مثل الجوانب البدنية واللغوية والفكرية وكذلك الجوانب الاجتماعية والعاطفية والجمالية.
للمساعدة على إرساء ثقافة التقييم الذاتي في رياض الأطفال وتوفير مرجع للعامة في تقييم جودة ومستوى التعليم ما قبل الابتدائي، قام مكتب التربية والتعليم بتطوير ما يعرف بـ«مؤشرات الأداء» (Performance Indicators) لتقييم مؤسسات التعليم ما قبل الابتدائي في هونغ كونغ. وابتداءً من العام الدراسي 2010/2013بدأ ما يعرف بـ«فحص ضبط الجودة» (Quality Assurance Inspection) حتى يكون خطوة جديدة للأمام على طريق تطوير التعليم المبكر للأطفال (Early Childhood Education).

### اليابان
يبدأ تعليم الطفولة المبكرةِ (Early Childhood Education) في المنزل، وتتوفر العديد من الكتب والبرامج التلفزيونية التي تهدف إلى مساعدة الآباء والأمهات على تعليم الأطفال قبل سن المدرسة وعلى تربيتهم بفعالية أكبر. يُكرَّسُ جزءٌ كبير من التربية المنزلية لتدريب الأطفال على الآداب والسلوك الاجتماعي السليم واللعب المنظم، إلا أنه لا يمكن إغفال المهارات اللفظية والعددية التي تعتبر من المواضيع التي تـُعَلـَّـمُ في المرحلة قبل المدرسية على نطاق واسع أيضًا. يحرص الآباء اليابانيون كلّ الحرص على التعليم المبكر لأبنائهم وكثيرًا ما يلتحق أبنائهم برياض الأطفال.
تتولى وزارة التعليم الإشراف على رياض الأطفال (المسماة «يوتشين»، 幼稚園باليابانية)، إلا أنها ليست جزءًا من نظام التعليم الرسمي. ويتكون الطاقم التعليمي في رياض الأطفال اليابانية من الخريجات الجامعيات في الغالب. وتشكل الروضات الخاصة ما نسبته 58% من مجموع الروضات، إلا أنها تستقطب 77% من مجموع الأطفال الملتحقين بالروضة. وبالإضافةً إلى رياض الأطفال (Kindergartens)، يوجد نظام متطور يتكون من دور للحضانة (Day-care Centers) (تسمى باليابانية «هويكين» (保育園)) تحت إشراف وزارة العمل. وفي حين أن أهداف رياض الأطفال ذات طابع تربوي، تهتم الدور التمهيدية (دور التعليم قبل المدرسي) (Preschools) بتقديم الرعاية للأطفال والرضع. وكذلك فكما أن هناك روضات حكومية وخاصة، هناك أيضًا دور تمهيدية حكومية وأخرى خاصة. ويلتحق بهذين النوعين من المؤسسات أكثر من 90% من الأطفال في سن ما قبل المدرسة وذلك قبل التحاقهم بنظام التعليم الرسمي ابتداءً بالصف الأول. يغطي المنهج الدراسي لدور التعليم قبل المدرسي – المطروح من قبل وزارة التعليم في 1990، والذي ينطبق على الروضات والدور التمهيدية – جوانب مثل العلاقات البشرية والصحة والبيئة واللغة (الكلمات) والتعبير. وقد تم وضع المراجعة الجديدة لهذه المناهج قيد التنفيذ وذلك ابتداءً من مارس (آذار) 2008.

### أفغانستان
في أفغانستان تسمى رياض الأطفال بـ«كُودَكسْتان» (باللغة الدرية، حيث كلمة كودك تعني طفل، وستان تعني أرض)، وتسمى كذلك بـ«وَرَكتون» (باللغة البشتوية، حيث كلمة وَرَك بمعنى طفل، وتون بمعنى مكان). ولا تشكل جزءًا من نظام التعليم الفعلي. ويرتاد هذه الروضاتِ – التي تدار عادةً من قبل الحكومة – الأطفالُ بين أعمار الثالثة والسادسة. ويفرض القانون الأفغاني وجود روضة أطفال ضمن كل مكتب حكومي.
- - تعليم الطفولة المبكرة في أفغانستان

تُعنى برامجُ تطويرِ الطفولةِ المبكرةِ (Early Childhood Development (ECD اختصارًا)) بتلبية حاجات الأطفال منذ الولادة حتى سن السادسة وتطويرهِم هُمْ وعوائلِهم ومجتمعاتِهم. وهذه البرامج متعددة الأبعاد ومصممة لدعم قدرات الأطفال الصحية والغذائية والإدراكية والاجتماعية والعاطفية، مما يساعد الأطفال على الاستمرار في الحياة بل والازدهار في سنواتهم اللاحقة. ولأن برامج تطوير الطفولة المبكرة تعكس القيم الثقافية، لا بد أن تكون لها جذور عميقة في العوائل والمجتمعات، مازجة بذلك بين ما هو معروف عن البيئات التي تحفز التطوير الأمثل للأطفال وبين فهم العادات التربوية التقليدية التي تدعم تطور الطفل وتلك التي تعيقه. وتهدف برامج تطوير الطفولة المبكرة إلى تمكين العوائل من إيصال أطفالهم إلى سن المدرسة ليس فقط بحالة صحية وغذائية جيدتين، بل متصفين بالفضول المعرفي والثقة الاجتماعية مع تملـّـك المبادئ والأساسيات التي تـُـبنى عليها جميع المعارف التي تكتسب في مراحل الحياة المختلفة. وكذلك من أهدافها تطوير وتطبيق البرامج لمنح الأطفال قبل سن المدرسة (في مرحلة الروضة) بداية أفضل لحياتهم، بالإضافة إلى دعم الأطفال في سن المدرسة ممن تركوا المدرسة وفوّتوا تعليمهم، وذلك بإدخالهم في برامجَ تعليميةٍ غيرِ رسميةٍ وبرامجِ تدريبٍ مهنيٍّ.
دخلت الحضانات إلى أفغانستان عن طريق برنامج إي سي دي أثناء الاحتلال السوفييتي في عام 1980 ونمت عدد الحضانات بثبات منذ ذلك الحين لتصل إلى أكثر من 270 في1990، مع 2,300 مدرّس يعتنون بأكثر من 21,000 طفل. كانت هذه المرافق ظاهرةً مدنيّةً، في الأغلب في كابول، وأُلحقت على المدارس أو المكاتب الحكوميّة أو المصانع. على أساس النّموذج السّوفييتيّ، وقد وفّروا رعاية وحضانة للأطفال من عمر3 أشهر إلى 6 سنوات تحت توجيه وزارة العمل والإعانة الاجتماعيّة. الأغلبيّة العظمى من العائلات الأفغانية المحلية رفضت إدخال أطفالها ضمن هذا النظام وذلك لأنه يقلل من قيمة دور الأسرة المركزي الذي اعتادت عليه الحياة في تلك المناطق كما انه يغرس بعض القيم السوفييتية في نفوس الأطفال، ومع بدء الحرب الأهليّة وبعد الانسحاب السّوفييتيّ انخفض عدد الحضانات في عام 1995إلى 88 حضانة لكل 2110 طفلاً، وقد قيد طالبان الوظيفة داخل الحضانات وجعلها تقتصر على النساء فقط في المناطق التي يسيطر عليها. وفي عام 2007أصبح هناك حوالي 260 قدم خداماتها وأنشطتها للأعمار المبكرة لما يزيد عن 25000طفل.
و يوجد حالياً ما يقارب 2.5 مليون طفل أفغانيّ في عمر أقلّ من 6 سنوات . يتعرضوا لعوامل بيئية وبيولوجية خطرة تؤثر سلباً على نموهم كما أن مزيج العادات القبليّة والدينيّة والمعتقدات التي تنتشر في المجتمع الأفغانيّ لها تأثيرها أيضاً على الأطفال.
كما أنه لا يوجد أي سياسات تعتني بمرحلة بالطّفولة المبكّرة حاليًّا ولا مؤسّسات ليس لديها إلمام كافي بالمسئوليّة أو لتوفير مثل هذه الخدمات. في الماضي، وزارة العمل والشّئون الاجتماعيّة كانت مسئولةً عن الحضانات بالإضافة إلى بعض المؤسسات الخاصة، بينما الآن وقعت الملاجئ في نطاق اختصاص إم أو إي. وقد اعربت وزارات التّربية والتّعليم، العمل والشّئون الاجتماعيّة وشئون النّساء قد عن اهتمامها بالإشراف على قطاع الطفولة المبكّر. بينما تستمرّ الحكومة في تعريف وإعادة تشكيل المسئوليّات الوزاريّة. كما لا تتواجد الأبنية الرّسميّة لدور رعاية الأطفال كما أنه إنّه غير واضح إذا ما كان سوف توجد أيّ ترتيبات لرعاية الطّفولة ومع دخول النساء كقوى عاملة في المجتمع الحالي فإنه يُرجح ظهور الحضانات ودور رعاية الطفولة المبكرة في وقت قريب.

### الكويت
في الكويت، الأطفال لديهم الإمكانية للالتحاق بمدارس رياض الأطفال لمدة سنتين (KG1 and KG2)، للأعمار بين الخمس والست سنوات.

### مالاوي
في مالاوي، رياض الأطفال - تُعْرف - باسم " obuko " في المناطق الناطقة بالـCiyawo، وهي متاحة لعموم الأطفال بين الأربع والخمس سنوات. أيضًا تنتشر في البلاد مدارس رياض الأطفال الإنجليزية.

### المكسيك
تتكون من ثلاث سنوات قبل التعليم الدراسي، وهي إلزامية قبل المرحلة الابتدائية. أمّا الحضانة فهي اختيارية، و- موجودة/تقدم - في المدارس الحكومية أوالمدارس الخاصة.
في المدارس الخاصة، (Kinders) عادة تتكون من ثلاث صفوف، والرابعة هي الحضانة. وتسمى أيضًا مرحلة الأمومة. الصف الرابعة أو مرحلة الأمومة تأتي قبل الصفوف الثلاثة الأخرى، وهو ليس إلزامِيًّا. بينما الصف الأوّل يكون عن اللعب الجماعي، والاثنين الباقيين هما جزء من التعليم الدراسي.
نظام رياض الأطفال في المكسيك تم تطويره على يد البروفسور راسورا زاباتا (Rosaura Zapata) (1876–1963)، والذي حصل على أعلى تكريم لهذه المساهمة.
في عام 2002، وافق مجلس الاتحاد على قانون التعليم الإلزامي التمهيدي، والذي جعل مرحلة تعليم ما قبل المدرسة للأطفال من ثلاث إلى ست سنوات إلزامية/واجبة. ووضعها تحت إشراف الوزارات الإتحادية والولائية من التعليم.

### ألمانيا
تعرف المرحلة الدراسية السابقة للمدرسة في ألمانيا بـ «Kindergarten - كيندرقارتن، جمعها Kindergärten»، كما تعرف أيضاً بـ «Kita - كيتا» وهو اختصار لكلمة Kindertagesstätteو معناها مركز العناية اليومية للأطفال. يرتاد رياض الأطفال في ألمانيا أطفال ما بين سن الثالثة إلى السادسة من العمر، ولا يعد التعليم في رياض الأطفال ضمن نظام التعليم المدرسي. يدير رياض الأطفال بلديات المدن، الكنائس أو الجمعيات المسجلة حيث يتبع كل منها نهج تعليمي معين ممثل بـ نهج مونتيسوري، نهج ريجيو إيميليا، أو نهج برلاينر، بالإضافة إلى النهج المستخدم في رياض الأطفال المنشأة في الغابات. رياض الأطفال ليست إجبارية كما أنها ليست مجانية، ولكن قد تتكفل الجهات المسؤولة بدفع جزء أو كل المبلغ لتعليم الطفل على حسب مستوى دخل والدي الطفل. لابد لكل مربي في رياض الأطفال أن يكون حاصل على ثلاث سنوات من التعليم تؤهله للمهنة، أو أن يكون تحت إشراف خاص في فترة التدريب.
تفتح رياض الأطفال في ألمانيا أبوابها من الساعة السابعة صباحاً حتى الخامسة مساءً وقد تبقى لفترة أطول. كما قد تحتوي بعضها على حضانة للأطفال اللذين تتراوح أعمارهم بين 8 أسابيع إلى 3 سنين، بالإضافة إلى ملجأ مسائي للأطفال القريبين من الالتحاق بالمدرسة «الأطفال اللذين تتراوح أعمارهم بين 6 إلى 10 سنين» لقضاء وقتهم فيه بعد انتهاء الدروس. بالإضافة إلى رياض الأطفال هناك الحاضنة اليومية «Tagesmutter–تاغسموتر، جمعها Tagesmütter» وهي فتاة تعمل (بشكل مستقل عن أي روضة أطفال) في عدة منازل حيث تعتني بمعدل 3 إلى 5 أطفال في سن الخامسة كأقصى حد. الحاضنات المستقلات يدعمهن ويشرف عليهن الجهات المسؤولة المحلية.
المفردة Vorschuleو التي تعني «مرحلة ما قبل المدرسة» تستخدم في كلتا المرحلتين التعلميتين (رياض الأطفال، الصفوف الإجبارية المرتبطة بالمرحلى ة الابتدائية). طرق التعامل مع هاتين المرحلتين يختلف من منطقة إلى أخرى في ألمانيا.

### المغرب
تعرف المرحلة التمهيدية في المغرب بالكتّاب أو الحضانة. تشرف عليها وتشغلها الحكومة وتنتشر في أرجاء الدولة. عادة تستقبل الأطفال بين عمر سنتين وخمس سنوات بالرغم أنه في بعض الأماكن لا يجد الأطفال دون الثالثة مكاناً لهم. معدل الالتحاق برياض الأطفال عند المرحلة العمرية 3-5 سنوات يصل إلى 80%. وتشرف وزارة التربية المغربية على رياض الأطفال.

### نيبال
في نيبال تعرف رياض الأطفال بالروضة. وتعتبر من ضمن قطاع التعليم الخاص والذي يقدّم باللغة الإنجليزية. يبدأ الأطفال للذهاب لرياض الأطفال من سن الثانية وحتى الخامسة. وتحتوي رياض الأطفال في نيبال على المراحل التالية:
1-	العناية/ مجموعة اللعب 2-3 سنوات
2-	رياض الأطفال الدنيا 3-4 سنوات
3-	رياض الأطفال العليا 4-5 سنوات
نظام رياض الأطفال في نيبال يشابه كثيراً مثيليه في هونغ كونغ والهند وجميع الكتب باللغة الإنجليزية ما عدا واحدة إلزامية باللغة النيبالية.
الجدير بالذكر أن الأطفال يتلقون تدريباً مناسبا في رياض الأطفال في نيبال.

### هولندا
في هولندا يستخدم مصطلحkleuterschool الروضة للإشارة لرياض الأطفال. منذ أواسط القرن التاسع عشر الميلادي حتى أواسط القرن العشرون الميلادي كان المصطلح الشائع Fröbelschool هو مأخوذًا من فريدريتش فوربيل. ولكن هذا المصطلح تلاشى تدريجيًا في الاستخدام كنتيجة لقلة استخدام الفعل Fröbelen في اللغة اليومية. حتى العام 1985، كان النظام التعليمي منفصلاً وغير إلزامي (للأطفال بين 4-6 سنوات) ثم بعد ذلك ينتقل الأطفال (بين 6-12 سنة) للتعليم الابتدائي. بعد العام 1985، تم دمج النظامين في نظام واحد يسمى basisonderwijs أو ما يسمى التعليم الابتدائي. أيضاً يوجد في هولندا نظم الحضانة اليومية الخاص والمدعوم من قبل الحكومة وبرغم عدم إلزاميته إلا أنه يحظى بشعبية كبيرة في هولندا.

### بيرو
تسمى رياض الأطفال في الببيرو بالحضانة ويلتحق بها الأطفال بين عمري الثالثة والسادسة ثم تتبع بالدراسة الابتدائية التي تستمر لمدة ست سنوات. ولكن عائلات تختار أن ترسل أطفالها للمدرسة الإببتدائية عند سن السادسة. في عام 1902 قامت ايلفيرا جارسيا وهي معلمة وأحد مؤسسي مؤسسة المجتمع بتنظيم أول رياض أطفل للأطفال بين عمر 2 إلى 8 سنوات إلى جانب تفعيل التعليم الثانوي للبنات. وقد قادتها دراساتها واهتمامها بالأطفال لتنشر من خلال المؤتمرات والمستندات أهمية الحماية المبكرة للأطفال والاستجابة لتشكيل السمات لدى الطفل اعتمادًا على الفهم والمساواة إلى جانب استخدام طرق فوربل ومونتيسوري ومشاركة الأباء والأمهات في هذه المهمة التربوية.

### الفلبين
يبدأ التعليم رسمياً في الفلبين بالمرحلة الابتدائية، ويندرج الأطفال في مرحلة تعليم الطفولة المبكرة من خلال رياض الأطفال بشكل اختياري بناءً على رغبة الوالدين. ويتم تصنيف مرحلة تعليم الطفولة المبكرة في الفلبين إلى:
• البرامج المنطلقة من المركز: مثل خدمة الرعاية خلال اليوم في بارنغاي، ورياض الأطفال الحكومية والخاصة، ورياض الأطفال أو البرامج المعتمدة على المدارس، وبرامج التعليم المقدمة لمرحلة الطفولة المبكرة والمعتمدة على المجتمع أو الكنيسة والتي بدأت بھا منظمات غير حكومية أو منظمات شعبية، وبرامج التعليم والعناية بالأطفال التابعة لأماكن العمل، والمراكز التربوية، والمراكز الصحية.
• البرامج المنطلقة من المنزل: مثل مجموعات اللعب في الحي، وبرامج الرعاية اليومية الأسرية، وتعليم الوالدين وبرامج الزيارات المنزلية. وقد تم تعزيز التعليم لمرحلة الطفولة المبكرة من خلا إنشاء قانون الجمھورية رقم 8980 وقانون التنمية والرعاية للطفولة المبكرة لعام 2000.

### رومانيا
في رومانيا تعتبر رياض الأطفال والتي تعني «الحديقة الصغيرة» النوع المفضل من أنواع تعليم الأطفال في مرحلة ماقبل المدرسة (أقل من 6 سنوات أو 7 سنوات), ويتم فيھا تقسيم الأطفال ٕإلى مجموعات: المجموعة الصغيرة وتحوي الأطفال بين 3 و4 سنوات، و (المجموعة الوسطى) حتى 5 سنوات و (المجموعة الكبيرة) حتى 6 أو 7 سنوات. وفي السنوات القليلة الماضية أصبح لرياض الأطفال الخاصة شعبية كونھا مكملة لنظام الدولة لتعليم ماقبل المدرسة.

### روسيا
وفي الاتحاد الروسي تعتبر روضة الأطفال مؤسسة تعليمية للأطفال ما بين 3 إلى 7 سنوات وھي مؤسسة تعليمية لمرحلة ماقبل المدرسة.

### السودان
تقسم رياض الأطفال في السودان إلى رياض أطفال خاصة وأخرى حكومية. ويعتبر التعليم لمرحلة ماقبل الدراسة إلزامي في السودان، ويمتد السن المناسب لرياض الأطفال ما بين 3-6 سنوات، وتشمل المناھج اللغة العربية واللغة الإنجليزية والرياضيات وغيرھا.

### أوكرانيا
في عام 2010 اتيحت الفرصة ل 56% من الأطفال الذين تتراوح أعمارھم بين 1-6 سنوات للحصول على التعليم ما قبل المدرسي، بناءً على تقرير وزارة التعليم والعلوم الأوكرانية في شھر أغسطس عام 2010. حيث أغلقت في السابق العديد من رياض الأطفال في ضوء الظروف والاعتبارات الاقتصادية والديموغرافية.

### أستراليا ونيوزيلندا
يختلف مدلول كلمة «روضة» (Kindergarten) بين الولايات الأسترالية. ففي ولايات تازمانيا (Tasmania) ونيو ساوث ويلز (New South Wales) وكانبيرا (Canberra) تطلق كلمة الروضة (Kindergarten) على الصف الأول من مرحلة التعليم الأساسي. أما في ولاية فيكتوريا (Victoria) فتشكل الروضة جزءًا من مرحلة التعليم ما قبل المدرسي (Preschool) وقد تستخدم التسميتان (Kindergarten و Preschool) للدلالة على المصطلح ذاته. ويطلق على الصف الأول في فيكتوريا اسم «الصف التمهيدي» (Prep (اختصارًا لـPreparatory))، بينما تطلق ذات التسمية في تازمانيا على السنة التعليمية التي بين الروضة والصف الأول الأساسي. وفي ولاية كوينزلاند (Queensland) يطلق مصطلح روضة الأطفال على المرحلة التعليمية التي يلتحق بها الأطفال في سن الرابعة، وبذلك فإنها تأتي قبل مرحلتي التعليم الأساسي (Primary School) ومرحلة ما قبل المدرسة (Preschool). أما في ولايتي جنوب أستراليا (South Australia) وغرب أستراليا (West Australia) والإقليم الشمالي (North Territory) تسمى السنة التي تسبق الصف الأول بالسنة ما قبل الابتدائية (Pre-primary) أو سنة الاستقبال (Reception) أو السنة الانتقالية (Transition).
و في نيوزيلندا (New Zealand) تعبر كلمة الروضة عن السنتين التعليميتين التين تسبقان التعليم الأساسي، حيث يلتحق بها الأطفال من عمر الثالثة حتى الرابعة، بينما يبدأ التعليم الأساسي في سن الخامسة.

### بنغلاديش
في بنغلاديش، تعبر كلمة الروضة (Kindergarten) أو مدرسة الروضة (KG School) عن المرحلة التعليمية التي يلتحق بها الأطفال بين عمر ثلاث إلى ست سنوات.

### بلغاريا
في بلغاريا، يشير مصطلح «ديتسكا جرادينا» (بالبلغارية:деτска градина) إلى التعليم الذي يتلقاه الأطفال بين سن الثالثة وسن السادسة أو السابعة. وهو تعليم غير إلزامي. وتسمى السنة الأخيرة من هذه المرحلة بسنة ما قبل المدرسة (Preschool)، حيث تبدأ المدرسة الفعلية بالصف الأول.

### فلسطين
هناك نوعان من مدارس رياض الأطفال في فلسطين: حكومية تمولها الدولة وخاصة. ويُعتبر الالتحاق بهذه المرحلة «مرحلة ما قبل المدرسة» إلزامي فيفلسطين والتي تبدأ في سن الخامسة.
تشرف على رياض الأطفال الخاصة وزارة التربية والتعليم، وتلبي حاجات الطفل من سن ثلاثة أشهر حتى خمس سنوات. وأما الحكومية فتدار من قبل معلمين مؤهلين، خضعوا للتدريب مدة أربع سنوات. وتقوم أيضا بتلبية حاجات الطفل من سن الثالثة حتى سن الخامسة في ثلاث مراحل:
الأعمار (3-4) (مرحلة التعليم باللعب والتعليم الروحي – قبل الإلزامية)، الأعمار (4-5) (مرحلة التعليم باللعب – قبل الإلزامية)، الأعمار (5-6) (مرحلة رياض الأطفال الإلزامية).
و في ختام سنة (مرحلة رياض الأطفال الإلزامية) (5-6) يكون الطفل إما جاهزًا للالتحاق بالمدرسة الابتدائية أو سيكون عليه أن يعيد سنته هذا يكون نتيجة لعدم تهيؤه نفسيا وذهنيًا.

### إيطاليا
التعليم «ما قبل المدرسة» في إيطاليا يرجع إلى نوعين مختلفين:
1- دور الحضانة: وهي مخصصة للأطفال حتى سن الثالثة.
2- مدارس الأمومة: من سن ثلاث سنوات إلى خمس سنوات.
و نجد أن دور الحضانة قد رست واستقرت بعد قانون الدولة عام 1971 (قانون 1044 / 1971)، وتتم إدارتها عن طريق المؤسسات الحكومية والخاصة. وهذه الدُور أُوجدت كفرصة للأمهات العاملات ُليُلحقن أطفالهن بها، وبالتالي فهي يُنظر لها كخدمة اجتماعية. واليوم نجد أن لدى معظمها الغاية التي تهدف إلى مساعدة الأطفال على النمو والتواصل مع الآخرين والتعلم.
و قد تم بذل الكثير من الجهد في إيطاليا للعمل على وضع منهج تعليمي وتربوي لرعاية الأطفال، معروفا باسم منهج ريجو إيملي (اسم لمدينة ريجو إيملي في منطقتي إيمليا – رومانيا)، الجدير بالذكر أن مدينة ريجو إيملي معترف بها عالمياً بسبب هذا المنهج المبتكر.و عادةً يتم إعداد مباني خاصة بدُور الحضانة وتكون صغيرة من طابق واحد، تحيط بها الحدائق وتكون ملائمة لعدد لا يزيد عن ستين طفلا إلى سبعين. وأساس هذه الدور فصولها الدراسية، ويتم تقسيمها إلى غرف لعب ومراحيض، وتحتوي هذه الغرف على نوافذ وأبواب تؤدي إلى الملعب والحديقة.
مدارس الأمومة استقرت واعتمدت بعد قانون الدولة عام 1968 رقم 444، وبالرغم من أنها تشكل جزءًا كاملا من النظام التعليمي الرسمي في إيطاليا، إلا أن الالتحاق بها غير إلزامي. تدار هذه المدارس من قبل المؤسسات الحكومية والخاصة تماما مثل دور الحضانة، على أن يُطلب من معلميها أن يكونوا حاصلين على درجة الدبلوم العالي.

### الصين
في الصين، المصطلح المقابل لكلمة حضانة هو 幼儿园 (يو ار يوان) يبدأ الأطفال الحضانة وهم في سن الثانية حتى سن السادسة.
والحضانة في الصين لها عدة أقسام:
1-	مرحلة الحضانة ومجموعات اللعب (小班) وتكون للأطفال من سن الثانية إلى الثالثة
2- مرحلة صفوف الحضانة الدنيا (中班) للأطفال من سن الثالثة إلى الرابعة
3- مرحلة صفوف الحضانة العليا (大班) للأطفال من سن الرابعة إلى الخامسة
4- مرحلة التمهيدي (学前班) للأطفال من سن الخامسة للسادسة
وفي بعض الحضانات قد لا توجد صفوف التمهيدي

### الدنمارك
الحضانة في الدانمرك عبارة عن خدمة نهارية تقدم للأطفال من سنة الثالثة وحتى بلوغهم سن المدرسة. الصف (صفر) هو صف اختياري يُقدم من قبل المداس الابتدائية قبل دخول الأطفال للصف الأول
ثلثا مؤسسات الرعاية النهارية في الدانمرك حكومية بينما الثلث الباقي عبارة عن دور رعاية نهارية خاصة مملوكة من قبل مشروعات أو من الأهالي بالتعاون والتنسيق مع السلطات المحلية، وفيما يخص التمويل أو الأمور الموضوعية فإن دور الرعاية المحلية والخاصة تعمل بإتباع نفس القوانين. ويعترف للدانمرك بكونها الرائدة (وإن لم تكن المخترعة) لفكرة (الحضانة في الغابة) الحضانة التي يقضي فيها الأطفال معظم الوقت في الخارج وفي تواصل مع البيئة والطبيعية.

### مصر
أولاً: أنواع المدارس
هناك نوعان من المدارس في جمهورية مصر العربية، المدارس الحكومية ذات مصروفات رمزية والمدارس الخاصة.
ثانيا: اسم المنهج الدراسي
 منهج حقى ألعب وأتعلم وأبتكر
ثالثا تقسيم المراحل برياض الأطفال:
هناك مستويان رياض الأطفال: الصف الأول رياض اطفالKG1، والصف الثاني رياض أطفال KG2.
ولا تعتبر إلزامية للأطفال للالتحاق بالمرحلة الأبتدائية.
*دور الخضانة: هناك دور للحضانة تكون تابعة لوزارة الشئون الاجتماعية من خلال الجمعيات الأهلية والتي تهدف إلى تنمية الطفل من الجانب الاجتماعي فقط ولا تشرف وزارة التربية والتعليم على هذه الدور.
يعرف قانون الطفل المصري دور حضانة الأطفال بأنها كل مكان يُرعى فيه الأطفال دون سن الرابعة وذلك طبقًا للقانون رقم 12 لعام 1996 والذي تم تعديله بالقانون رقم 126 للعام 2008 – المادة رقم 31 من قانون دور الحضانة.نفس القانون فيه المادة رقم 56 من قانون رياض الأطفال تُعرف روضة الأطفال بأنها كل مكان يُرعى فيه الأطفال فوق سن الرابعة وحتى سن ما قبل المدرسة.
رابعا: شروط القبول:<وزارة التربية والتعليم المصرية="">http://portal.moe.gov.eg/AboutMinistry/Departments/cabe/services/requirements/Pages/requirementsi.aspx</ref>
•     يلتحق الأطفال ما بين سن الرابعة والسادسة بفصول رياض الأطفال* ويكون القبول من أعلى سن للمتقدمين هبوطاً حتى الحد الأدنى المقرر ولا يقبل أطفال تقل أعمارهم عن 4 سنوات.
•         يكون حساب السن للقبول برياض الأطفال بالمدارس الرسمية أو بالمدارس الخاصة بمصروفات حتى أول أكتوبر.
•         يجوز قبول أطفال في الصف الثاني برياض الأطفال بشرط ألا يقل سنهم عن خمس سنوات.
•         لا يجوز قبول أطفال في سن الإلزام بفصول رياض الأطفال.

### فرنسا
راجع أيضا: نظام التعليم في المرحلة الأساسية بفرنسا
في فرنسا تعرف الحضانة بـ (école maternelle) (إيكول ميتيرنال) حيث تدير المجالس البلدية دور الحضانة المجانية المتوافرة في شتى أنحاء البلاد، تستقبل هذه الدور الأطفال من سن الثانية وحتى سن الخامسة، (رغم أنه في أماكن كثيرة قد لا يضمن مكان للطفل تحت سن الثالثة) وتُقسم صفوف الحضانة إلى:
- Grande section واختصارها (GS) للأطفال في سن الخامسة
- Moyenne section واختصارها (MS) للأطفال في سن الرابعة
- Petite section واختصارها (PS) للأطفال في سن الثالثة
- Toute petite section واختصارها (TPS) للأطفال في سن الثانية

ودور الحضانة في فرنسا غير إلزامية لكن مئة بالمئة تقريبا من الأطفال يرتادونها بين سن الثالثة وحتى الخامسة، وتنظم ويشرف عليها من قبل البلديات حالها حال المدارس الابتدائية.
لأضافة انه يمكن ان يكون في هذه المرحلة مجموعة اعمار متداخلة بين 3/5 سنوات